# La Monte
La Monte è un comune degli Stati Uniti d'America, situato nello Stato del Missouri, nella contea di Pettis.